# Campionato mondiale femminile di pallacanestro Under-19 2005
Il 6º Campionato mondiale femminile di pallacanestro Under-19, noto anche come 2005 FIBA Under-19 World Championship for Women (in arabo: 2005 بطولة العالم لكرة السلة للسيدات تحت 19 سنة), si è svolto in Tunisia nelle città di Tunisi e Nabeul, dal 15 al 24 luglio 2005.

## Classifica finale
| Campione del Mondo | Campione del Mondo  | Campione del Mondo |
| --- | ------------------- | --- |
| Stati Uniti under 194 Arriaran, 5 Waner, 6 Zoll, 7 Wiggins, 8 Coleman, 9 Carson, 10 Wirth, 11 Larkins, 12 Anderson, 13 Langhorne, 14 Anosike, 15 Paris, All. Gail Goestenkors |                     | |
| Argento | Serbia e Montenegro | Serbia e Montenegro under 194 Radočaj, 5 Butulija, 6 Cerina, 7 Prčić, 8 Miljković, 9 Mitov, 10 Knežević, 11 Dubljević, 12 Prčić, 13 Ilić, 14 Stjepanović, 15 Musović, All. Željko Vukićević |
| Bronzo | Cina                | Cina under 194 Yang, 5 Bian, 6 Wu, 7 Lu, 8 Zhang, 9 Hu, 10 Wang B., 11 Liu, 12 Huang, 13 Wang Q., 14 Guan, 15 Wei, All. -                                                                   |
| 4. | Russia              | Russia under 194 Beljakova, 5 Anderson, 6 Rjučina, 7 Alikina, 8 Rusakova, 9 Savel'eva, 10 Kulomzina, 11 Rešetko, 12 Bogdanova, 13 Daniločkina, 14 Jakovleva, 15 Čistova, All. -             |
| 5. | Spagna              | Spagna under 194 A. Gómez, 5 Royo, 6 S. Gómez, 7 Compañ, 8 Tapia, 9 Mallaviabarrena, 10 Cruz, 11 Marcos, 12 Domínguez, 13 Germán, 14 Gimeno, 15 García, All. Esteban Albert                 |
| 6. | Corea del Sud       | Corea del Sud under 194 Choe, 5 Kim Y., 6 Lee S., 7 Kim Su., 8 Lee G., 9 Kim Se., 10 Park, 11 Kim B., 12 Yeom, 13 Kim J., 14 Hong, 15 Choe, All. No Wan-gi                                  |
| 7. | Australia           | Australia under 194 MacLeod, 5 Fox, 6 Scaglia, 7 Camino, 8 Schatz, 9 Duke, 10 Bishop, 11 Dombkins, 12 Smith, 13 Samuels, 14 Tomlinson, 15 Cunningham, All. -                                |
| 8. | Ungheria            | Ungheria under 194 Czank, 5 Semsei, 6 Köllő, 7 Somogyi, 8 Rubold, 9 Horti, 10 Vincze, 11 Honti, 12 Tajkov, 13 Laczi, 14 Somogyi, 15 Fritz, 16 Pál, All. -                                   |
| 9. | Canada              | Canada under 194 Nurse, 5 Rhoden, 6 Riverin, 7 Ross, 8 Perry, 9 Bekkering, 10 Tatham, 11 Genois, 12 Evans, 13 Skrba, 14 Phillips, 15 John, All. -                                           |
| 10. | Porto Rico          | Porto Rico under 194 Sánchez, 5 Rosado, 6 Montalvo, 7 Vázquez, 8 Rodríguez, 9 Pallens, 10 Rivera, 11 Morales, 12 González, 13 Escalera, 14 Plácido, 15 Báez, All. -                         |
| 11. | RD del Congo        | RD del Congo under 194 Bidua, 5 Lumanu, 6 Efoko, 7 Tuzolana, 8 Mokango, 9 Longomo, 10 Mukoso, 11 Kalonda, 12 Kalanga, 13 Tamukiala, 14 Mbiya, 15 Odia, All. -                               |
| 12. | Tunisia             | Tunisia under 194 Ouerghi, 5 Grioui, 6 Dhouibi, 7 Ouertani, 8 Hafsi, 9 Jebali, 10 Ghalleb, 11 Mahmoud, 12 Boumenjel, 13 Jlida, 14 Mnasria, 15 Jouini, All. -                                |